# Catachlorops fulmineus
Catachlorops fulmineus är en tvåvingeart som först beskrevs av James Stewart Hine 1920.  Catachlorops fulmineus ingår i släktet Catachlorops och familjen bromsar. Inga underarter finns listade i Catalogue of Life.